# エティエンヌ・マトレ
エティエンヌ・マトレ（Étienne Mattler、1905年12月24日 - 1986年3月23日）は、フランス・ベルフォール出身の元同国代表サッカー選手、元サッカー指導者。ポジションはDF。

## 略歴
現役時代は主にFCソショー＝モンベリアルでスイーパーとしてプレーし、1930年代後半のフランスを代表する選手として活躍した。
フランス代表としては3度のFIFAワールドカップを経験し、46キャップのうち14キャップはキャプテンとしてプレーした。

## タイトル

### クラブ
ソショー
- ディヴィジョン・アン : 2回 (1934-35, 1937-38)
- クープ・ドゥ・フランス : 1回 (1936-37)